# Fronte di Liberazione del Québec
Il Fronte di Liberazione del Québec (in francese:  Front de libération du Québec  -  FLQ ) è stato un movimento terroristico di estrema sinistra in Canada durante gli anni 1970, responsabile di oltre 200 bombe e cinque vittime ad esso direttamente attribuibili.

## Storia
Fondato nel 1963, il FLQ è stato un sostenitore dell'indipendenza del Québec dal Canada, e il culmine della sua lotta armata, nel 1970, è conosciuto come la crisi di ottobre. I militanti del FLQ erano sostenitori di una politica insurrezionalista di tipo marxista, nella quale gli oppressori venivano individuati negli anglofoni quebecchesi, notoriamente oppositori della secessione della provincia dal Canada, e la trasformazione del Québec in una nazione comunista indipendente.
Dalla sua fondazione fino al 1970, il FLQ è stato riconosciuto responsabile di oltre 200 azioni violente, tra cui attentati dinamitardi, causa di almeno tre vittime, rapine in banca (come forma di autofinanziamento) e due omicidi in sparatorie. Nel febbraio 1969 il FLQ organizzò un attentato alla borsa valori di Montréal, atto che causò 27 feriti e danneggiò seriamente l'edificio.

### La crisi di ottobre
Il 5 ottobre 1970 la "cellula di liberazione" del FLQ si rese protagonista a Montréal del rapimento di James Cross, diplomatico britannico, mentre egli stava uscendo da casa per recarsi al lavoro. Per il rilascio del diplomatico, il FLQ chiese la pubblicazione del suo manifesto politico da parte della CBC, l'emittente nazionale canadese, nonché il rilascio di alcuni terroristi detenuti. Il manifesto del FLQ fu letto alla CBC, in inglese e francese, il giorno seguente.
Il 10 ottobre, la cosiddetta "cellula Chénier" del FLQ attuò il rapimento del ministro del Lavoro e vice-primo ministro provinciale del Québec, il liberale Pierre Laporte, mentre stava giocando a calcio con la sua famiglia sul prato di casa. Il giorno dopo, una lettera di Laporte destinata al primo ministro quebecchese Robert Bourassa fu anch'essa letta alla CBC. Il primo ministro del Canada Pierre Trudeau rispose dispiegando le forze militari del paese in tutto il paese, particolarmente in Québec, ed infine l'uso del cosiddetto War Measures Act, legge in vigore all'epoca che, se usata dal governo federale, sospendeva il diritto di habeas corpus, dando così alle forze di polizia la facoltà di fermare ed arrestare qualsiasi cittadino senza necessità di processo o motivazione.
Il 17 ottobre, una telefonata a una stazione radiofonica annunciò l'avvenuta esecuzione di Laporte, comunicando il luogo in cui si trovava il cadavere. Il 6 novembre, un esponente di spicco della "cellula Chénier" fu arrestato in un'operazione di polizia ed incriminato per il rapimento e l'omicidio di Pierre Laporte. Gli altri tre membri della cellula, che riuscirono ad evitare l'arresto, furono catturati il 27 dicembre seguente. Il 3 dicembre, James Cross fu rilasciato, al termine di negoziati tra la "cellula di liberazione" del FLQ e la polizia; simultaneamente, i cinque membri conosciuti della cellula furono lasciati riparare a Cuba, su diretta approvazione di Fidel Castro.